# Paratalanta
Paratalanta là một chi bướm đêm thuộc họ Crambidae.

## Các loài
- Paratalanta acutangulata Swinhoe, 1901
- Paratalanta aureolalis (Lederer, 1863)
- Paratalanta contractalis Warren, 1896
- Paratalanta cultralis (Staudinger, 1867)
- Paratalanta hyalinalis (Hübner, 1796)
- Paratalanta pandalis (Hübner, 1825)
- Paratalanta stachialis Toll & Wojtusiak, 1957
- Paratalanta ussurialis (Bremer, 1864)

Các loài trước đây
- Paratalanta homoculorum (Bänziger, 1995)